# Juan de Ajuriaguerra
Pour les articles homonymes, voir Ajuriaguerra.
Juan de Ajuriaguerra Ochandiano (né le 6 août 1903 à Bilbao et mort le 25 août 1978 à Ayegui, en Navarre) est un homme politique espagnol. 

## Biographie
Il est le leader du Parti nationaliste basque et son président en exil sous la dictature franquiste. Lors de la restauration de la démocratie en Espagne, il est le président du comité mixte chargé du transfert des pouvoirs au gouvernement basque et député à l'Assemblée législative constituante.